# (1734) Zhongolovich
(1734) Zhongolovich ist ein Asteroid des Hauptgürtels, der am 11. Oktober 1928 vom russischen Astronomen Grigori Nikolajewitsch Neuimin in Simejis entdeckt wurde.
Der Asteroid ist nach dem russischen Astronomen Iwan Danilowitsch Schongolowitsch (russisch Иван Данилович Жонголович) benannt.